# Helle Høpfner Nielsen
Helle Høpfner Nielsen, född 4 maj 1929 i Köpenhamn, död 18 februari 2013, var en dansk-svensk psykolog. Helle Høpfner Nielsen var filosofie doktor och kom till Sverige på 1970-talet. Hon var sambo från 1976 och gift från 2007 med sexologen Maj-Briht Bergström-Walan (1924–2014) och är tillsammans med denna begravd på Skogskyrkogården i Stockholm.

## Biografi
Helle Høpfner Nielsen växte upp i Köpenhamn. Hennes far var domare och hennes mor hemmafru. Hon började direkt efter gymnasiet studera psykologi vid Köpenhamns universitet och tog examen 1951. Hon kom sedan att arbeta med universitetets barnpsykologiska klinik, ledd av Bodil Farup. Hon gifte sig 1953 med psykologen Gerhard Nielsen och fick med honom sönerna Jakob och Rasmus Nielsen. Paret skiljde sig 1976.
Helle Høpfner Nielsen disputerade med avhandlingen Psychological Study of Cerebral Palsied Children 1966. I mitten av 1970-talet träffade hon sexologen och psykplogen Maj-Briht Bergström-Walan.